# Jeannette Durno
Jeannette Durno (12 de julio de 1876 - 5 de septiembre de 1963) fue una pianista estadounidense nacida en Canadá.

## Biografía
Jeannette St. John nació en Walkerton, Ontario, hija de William Brethour St. John y Margaret Legge St. John. Fue adoptada por unos tíos suyos cuando era niña y se crio en Rockford, Illinois con el apellido Durno. Fue al Rockford Female Seminary.
Estudió piano en Viena con Theodor Leschetizky y se formó también como vocalista.
Jeannette Durno se casó con su mánager, Dunstan Collins, en 1901. Se divorciaron en 1910. Fue campeona de golf amateur en Chicago.
Murió en 1963, a los 87 años, en Los Ángeles, California. Su tumba está junto con la de su hermana pianista, Blanche St. John Baker, en Glendale, California.

## Carrera
Jeannette Durno fue solista invitada de la Orquesta Sinfónica de Chicago con bastante regularidad. Hizo una gira por los Estados Unidos y Canadá, principalmente por el medio oeste, llegando también a Nueva York y Boston. Tocó en Los Ángeles en el Festival Bienal de la Federación Nacional de Clubes de Música en 1915. Hizo algunos rollos para piano de sus interpretaciones de obras de Liszt, Debussy, Grieg y Chopin. Era especialmente conocida por sus interpretaciones de Chopin.”Entre los pianistas más jóvenes de los estados del medio oeste se encuentran pocos más notables que la señorita Jeannette Durno de Chicago", señalaba una publicación en 1899.
También enseñó piano en Chicago. Entre sus alumnos se encontraban los pianistas canadienses Evelyn Eby, Neil Chotem o Lyell Gustin. También enseñó pedagogía musical a profesores de piano. Frank La Forge le dedicó una composición de 1911 titulada "Romance". Participó activamente en el Club de Mujeres Músicas.
"Para mí, una pianista que carece de espontaneidad no es interesante", dijo Durno durante una entrevista en 1920. "Por lo tanto, es uno de mis objetivos fundamentales, tanto en mi forma de tocar como en mi enseñanza, preservar la frescura y evitar el esfuerzo claramente estudiado, que lamentablemente se nota tanto al tocar el piano".